# СиТи
«СиТи» (укр. «СіТі») — бывший закрытый украинский телеканал, входивший в медиаконгломерат «1+1 Media». Канал был киевским городским, затем региональным телеканалом. Вещал с 1 декабря 2006 по 3 августа 2012 год. На канале демонстрировались просветительские программы о Киеве, детские, семейные фильмы и советские мультфильмы. Это был развлекательно-просветительский канал с фильмопоказом.

## Про канал
1 декабря 2006 года образовался киевский телеканал «Сити», который возник на базе телеканала «Гравис-35», основанного в 1995 году. Телеканал входил в медиа-холдинг «1+1 Медиа». В 2007—2008 годах вещание канала состояло преимущественно их программ прямого эфира и уникальных передач собственного производства. В связи с финансовым кризисом 2009 года «Сити» потерял некоторую долю своих зрителей, изменив сетку вещания. Эфир, начиная с 2009 года, наполняют информационные и публицистические программы, ориентированные на жителей столицы, а также документальные и художественные фильмы.
10 сентября 2007 года телеканал «Сити» появился в эфире с обновлёнными логотипом и заставками.
В 2008 году пути-дорожки двух каналов «Грависа» ненадолго разошлись в связи с желанием учредителей (компании «СМЕ» и холдинга «Главред») разделить активы. В итоге компания «СМЕ» оставила за собой телеканал «Кино», который с тех пор относился к новосозданному юридическому лицу «Гравис-Кино», а «Главред» сохранил за собой «Сити», который юридически остался «Грависом». Соответствующие изменения «благословил» Нацсовет в декабре 2008 года, а уже в 2009 году телеканалу «Сити» стало тесно в эфире Киева и он вышел на спутник, начав строить сеть по Украине, а также входить в кабельные сети страны. К концу 2009 года Нацсовет переоформил статус телеканала «Сити», официально признав его региональным каналом.
В 2010 году после покупки группой «Приват» телеканалов «1+1», «ТЕТ», «Кино» и холдинга «Главред Медиа», включая телеканал «Сити», на украинском рынке появилась новая медиаимперия. Изменения коснулись многих телеканалов, в частности, телеканал «Кино» провел ребрендинг и к осени 2010 года сменил название на «2+2» с ориентацией на мужскую аудиторию.
В сентябре 2010 года канал обновил дизайн заставок, об этом сообщила пресс-служба канала.
16 декабря 2010 года канал начал свое эфирное вещание в Запорожье, об этом сообщила пресс-служба канала.
Во втором квартале 2012 года медиа-холдинг «1+1 Медиа» перезапустил канал, сократил более 50 % штатных сотрудников, а также применились радикальные изменения организационной структуры. «Сити» перестанет быть городским и региональным каналом, а будет ориентироваться на семейную аудиторию. В переходный период канал транслировал кулинарные и развлекательные шоу, анимационные фильмы и сериалы.
В январе 2012 года телеканал закрыл выпуски новостей. Впоследствии телеканал объявил о перезапуске, из-за чего сократил количество контента на 50%.
4 августа 2012 года телеканал «Сити» был заменён на «ПлюсПлюс». Техническая база со временем была, либо ликвидирована, либо перенесена на другие телеканалы «1+1 Медиа».

## Лица канала
- Наталья Вашко — генеральный продюсер[10]
- Антон Ярыгин — генеральный директор[10]
- Виталий Докаленко — генеральный директор

## Программы

### Программы собственного производства
- «Сити День» (укр. Сіті День)
- «Сити Утро» (укр. Сіті Раное)
- «Сити Бизнес» (укр. Сіті Бізнес)
- «Легенды Сити» (укр. Легенди Сіті)
- «P.S.»
- «Сити Терапия» (укр. Сіті Терапія)

### Программы других производств
- Маски-шоу
- Ералаш

### Мультфильмы
- Советские, зарубежные
- Приключения кота Леопольда (2008—2011)
- Ну, погоди! (2006—2010)
- Возвращение блудного попугая (2007)
- Чебурашка (мультфильм, 1971) (2006—2007)
- Том и Джерри (2006)

### Мультсериалы
- Вайбулу
- Симпсоны